# José Ángel Vidal
José Ángel Vidal Martínez, nacido el 28 de octubre de 1969 en Padrón, es un exciclista y director deportivo español. Fue profesional de 1992 a 2004, aunque no consiguió ninguna victoria durante este periodo. Participó en ocho Tour de Francia consecutivos, donde en 2000 consiguió la victoria por equipos con el equipo Kelme. Fue gregario de Roberto Heras cuando consiguió su victoria en la Vuelta a España 2000. En 2007 se convirtió en director deportivo del equipo Xacobeo Galicia.

## Palmarés
No ha conseguido ninguna victoria como profesional.

## Resultados en las grandes vueltas
| Carrera         | 1992 | 1993 | 1994 | 1995 | 1996  | 1997 | 1998 | 1999  | 2000 | 2001  | 2002  | 2003 | 2004 |
| --------------- | ---- | ---- | ---- | ---- | ----- | ---- | ---- | ----- | ---- | ----- | ----- | ---- | ---- |
| Giro de Italia  | -    | -    | -    | -    | 85.º  | 78.º | -    | -     | -    | -     | -     | -    | -    |
| Tour de Francia | -    | -    | -    | 93.º | 109.º | 77.º | Ab.  | 101.º | 50.º | 86.º  | 134.º | -    | -    |
| Vuelta a España | -    | 81.º | -    | 77.º | -     | -    | -    | -     | 93.º | 115.º | -     | -    | -    |